# Euphaea aspasia
Euphaea aspasia är en trollsländeart som beskrevs av Selys 1853. Euphaea aspasia ingår i släktet Euphaea och familjen Euphaeidae. IUCN kategoriserar arten globalt som livskraftig. Inga underarter finns listade i Catalogue of Life.